# Stictoscarta exoleta
Stictoscarta exoleta är en insektsart som beskrevs av Melichar 1926. Stictoscarta exoleta ingår i släktet Stictoscarta och familjen dvärgstritar.
Artens utbredningsområde är Colombia. Inga underarter finns listade i Catalogue of Life.